# Lễ Đăng quang

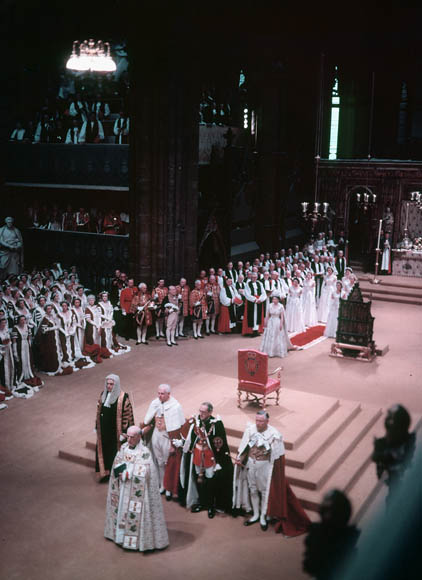
Lễ đăng quang của Nữ vương Elizabeth II của Vương quốc Liên hiệp Anh và Bắc Ireland năm 1953

Lễ đăng quang là một buổi lễ thiêng liêng nhằm tuyên bố một vị quân chủ hoặc nhà lãnh đạo tôn giáo kế nhiệm hay kế vị ngai vàng.
Nói một cách tổng quát, một buổi lễ đăng quang thường là một buổi lễ đánh dấu sự lên ngôi của vị quân chủ mới và thông báo cho dân chúng được biết, được phân biệt với một lễ tấn phong là khi đó, vương miện hay bảo vật Hoàng gia không được sử dụng, mặc dù chúng cũng có thể xuất hiện trong buổi lễ.
Lễ đăng quang, lên ngôi hay nhậm chức có thể được tổ chức trong cả nhà thờ và cung điện và các tòa nhà chính phủ, vì ngai vàng được coi là biểu tượng của uy quyền, cả về luật pháp và tâm linh.

## Tôn giáo
Lễ đăng quang thường chú trọng đến các nghi lễ tôn giáo; một chiếc ngai vàng được coi là biểu tượng của chính quyền đã ăn sâu và chính phủ và cả nhận thức người dân. Do đó, trong Kitô giáo, các giám mục của hầu hết các giáo phái đều có nghi thức lên ngôi ngay sau khi họ nhậm chức. Nhà thờ Chính thống giáo Đông phương và Nhà thờ Chính thống giáo cổ phương Đông, cũng như Nhà thờ Anh giáo thường có các nghi lễ công phu và trang trọng đánh dấu ngày nhậm chức các giám mục của họ.
Tuy nhiên, trong Giáo hội Công giáo La Mã, nghi thức lên ngôi chỉ giới hạn ở các Giáo hội Công giáo Đông phương. Trong những điều này, việc lên ngôi là nghi thức mà một giám mục mới nắm quyền hành. Nghi thức chiếm đa số trong nghi lễ Latinh của Giáo hội Công giáo La Mã không có nghi thức lên ngôi, mặc dù khi một giám mục được phong chức trong một nhà thờ của giáo phận, ông sẽ đứng đầu, người truyền phép chính sẽ mời ông, ông ta sẽ được ngồi trên thánh đường của nhà thờ; nếu việc phong chức diễn ra ở nơi khác, thì người truyền phép chính mời ông ngồi chỗ đầu tiên trong số các giám mục đồng tế. Thay vì lên ngôi, một giám mục Nghi thức Latinh nhậm chức thông qua một bài phát biểu được ghi lại chính thức về Tông sắc, một nghi lễ không nhất thiết phải có sự hiện diện của cá nhân ông. Trong phần trong Caeremoniale Episcoporum về "Sự tiếp nhận của một Giám mục trong Nhà thờ của Ngài" không có đề cập đến một nghi thức nhậm chức của giám mục. Điều tương tự cũng đúng ngay cả với các phiên bản cũ hơn của tác phẩm này.

### Giáo hoàng
Theo truyền thống, các giáo hoàng sẽ đăng quang và đội Triều thiên Ba tầng tại Tổng lãnh vương cung thánh đường Tháng Gioan Laterano. Tuy nhiên, trong thời giáo hoàng Avignon, giáo hoàng không thể nhậm chức tại thánh đường của mình, vì Giáo hoàng đã ở Pháp trong khi nhà thờ chính tòa lại ở Rome. Do đó, các lễ đăng quang vẫn tiếp tục, trong khi việc đăng quang không thể diễn ra cho đến khi các Giáo hoàng trở về Rome. Khi Đức Giáo hoàng Grêgôriô XI trở về Rôma, Cung điện Lateran cần được sửa chữa, nên Đức Giáo hoàng đã biến Vatican thành nơi ở của mình và chuyển lễ đăng quang cho Vương cung thánh đường Thánh Phêrô. Tuy nhiên, Vương cung thánh đường Lateran là nhà thờ chính tòa của Rome, vì vậy các lễ đăng quang vẫn tiếp tục ở đó(xem tù nhân ở Vatican).
Một buổi lễ long trọng của việc tuyên bố giáo hoàng mới được tổ chức sau cuộc bầu cử giáo hoàng và chỉ sau đó, Trong một thời điểm thích hợp, giáo hoàng mới kế vị chức Đức Tổng Giám mục của nhà vua theo nghi thức quy định, trong đó bao gồm việc ngồi vào thánh đường giám mục và do đó có thể được coi là một hình thức lên ngôi.

## Nghi lễ nhà nước
Xa xưa, hầu hết các nghi lễ đánh dấu sự kế ngôi của một vị quân vương đều có nghi thức đăng quang, trong đó người cai trị được thánh hiến, trao vương miện và các vật phẩm khác, thường có ý nghĩa tôn giáo hay theo truyền thống.
Ngày nay, lễ đăng quang không còn được thực hiện ở hầu hết các quốc gia theo chế độ quân chủ trừ Vương quốc Anh và Thái Lan (hầu hết các quốc gia chỉ yêu cầu quốc vương của họ tuyên thệ khi lên ngôi), một buổi lễ sắc phong có thể diễn ra nhằm tuyên bố vị vua mới, và khẳng định rằng ngai vương vẫn được truyền theo tính chất truyền thống từ bao đời nay, thông thường nhất vẫn theo kiểu "cha truyền con nối".
Trong khi không có quốc vương Na Uy nào được tổ chức lễ đăng quang trong gần một thế kỷ,vua Olav V đã tổ chức một buổi lễ mang tính tôn giáo, trong đó ông nhận được phước lành của nhà thờ, để mở đầu và thông báo với dân chúng về triều đại mới của mình. Việc này cũng được tổ chức khi con trai của ông,vua Harald V kế nhiệm. Lễ lên ngôi chính thức của các vị quân chủ Nhật Bản, Thụy Điển, Bỉ và Hà Lan có nhiều hình thức khác nhau và cũng được gọi là "đăng quang" theo báo chí. Ngày nay, thuật ngữ "đăng quang" đôi khi vẫn được sử dụng để mô tả các nghi lễ này, mặc dù chúng không phải là lễ đăng quang theo nghĩa đúng nhất của từ này.

### Bỉ

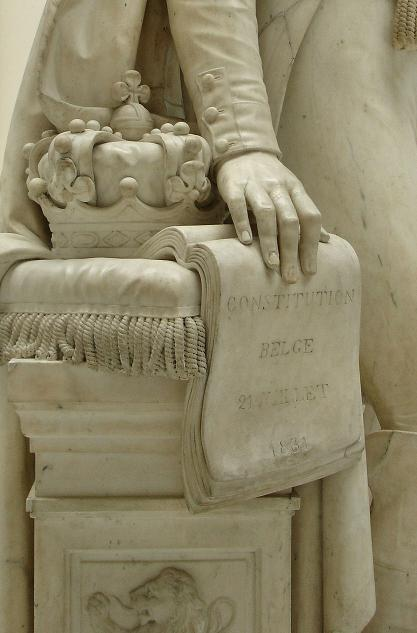
Vương miện Bỉ và huy hiệu, tượng trưng dựa trên hiến pháp trong một bức tượng của Leopold I.

Bỉ không có vương miện cho vị quân chủ (ngoại trừ có Quốc huy Bỉ); việc lên ngôi chính thức của một vị vua Bỉ chỉ cần một lời thề long trọng được đưa ra trong hiến pháp quy định bởi quốc hội, tượng trưng cho quyền lực hạn chế của nhà vua theo Hiến pháp năm 1831. Trong sự lên ngôi của Vua Albert II, một thành viên của Phòng đại diện, Jean-Pierre Van Rossem, đã hét lên "Cộng hòa châu Âu tồn tại lâu dài!".Sau đó,một người đã kêu lên "Vive le Roi! ". Một cuộc biểu tình tương tự đã xảy ra trong thời kỳ vua Baudouin lên ngôi năm 1950.

### Nhật Bản
Lỗi: không có tên trang được chỉ định (trợ giúp).
Thiên hoàng Nhật Bản tổ chức lễ đăng quang ngay sau khi lãnh chiếu kế vị; nghi thức cuối cùng như vậy được tổ chức vào năm 1990 cho vị Thiên hoàng hiện tại, Akihito. Thiên hoàng sẽ được dâng lên 3 báu vật,được gọi là Tam chủng thần khí bao gồm một thanh kiếm Kusanagi, một viên ngọc Yasakani no magatama, và một chiếc gương Yata no Kagami. Không giống như hầu hết các chế độ quân chủ khác, Nhật Bản không có vương miện cho vị Thiên hoàng của mình.
Theo truyền thống,Thiên hoàng sẽ đăng quang tại Kyoto, kinh đô cũ của Nhật Bản, cho đến năm 1990 khi lễ lên ngôi của Thiên hoàng Akihito diễn ra tại Cung điện Hoàng gia ở Tokyo. Buổi lễ chỉ được công khai 1 phần, và vương gia thường chỉ được nhìn thấy bởi chính hoàng đế và một vài linh mục Shinto. Tuy nhiên, một tác giả của tạp chí Time đã tiết lộ lễ lên ngôi của Nhật hoàng Hiitohito,cha của Thiên hoàng Akihito vào năm 1928 với một vài chi tiết. Đầu tiên là một buổi lễ kéo dài ba giờ, trong đó Thiên hoàng thực hiện nghi thức thông báo cho tổ tiên của mình rằng ông đã lên ngôi. Tiếp theo đó là lễ lên ngôi, với chiếc ngai vàng gọi là Takamikura, trong đó có một bệ vuông lớn nâng ba bệ bát giác đứng trên một chiếc ghế đơn giản. Điều này được bao quanh bởi một gian hàng hình bát giác với rèm cửa,trên mái vòm của ngai vàng là một con phượng hoàng vàng ròng lớn.
Thiên hoàng mới tiến tới và ngôi trên ngai vàng, Kusanagi và Yasakani no magatama được đặt trên khán đài bên cạnh ông. Một chiếc shaku đơn giản (một thanh gỗ hoặc vương trượng phẳng) đã được trao cho tân Thiên hoàng, người đứng đối diện với Thủ tướng,người đại diện cho người dân Nhật Bản. Thiên hoàng đọc chiếu chỉ tuyên bố kế vị ngai vàng, kêu gọi các cận thần của mình hãy giúp ông xây dựng đất nước. Thủ tướng đáp lại với một bài phát biểu với lời hứa trung thành và tận tụy, theo sau là ba tiếng " Banzai(Vạn tuế) " từ tất cả những người có mặt trong buổi lễ. Thời gian của sự kiện cuối cùng này đã được đồng bộ hóa, để người Nhật trên toàn thế giới có thể tham gia vào tiếng hét "Banzai" vào đúng thời điểm mà nó đang diễn ra ở Kyoto hay Tokyo. Vào lễ lên ngôi năm 1990 của Thiên hoàng Akihito,sau tiếng hô Banzai, một tiếng súng 21 phát ra từ căn cứ của cung điện cách đó không xa.
Sau buổi lễ này, Thiên hoàng mới sẽ dâng lễ vật lên Nữ thầnAmaterasu, dâng loại gạo thượng hạng nhất. Tiếp theo là ba bữa tiệc và một chuyến viếng thăm các đền thờ của tổ tiên ông.
Đại công tước xứ Luxembourg được lên ngôi tại một buổi lễ được tổ chức tại quốc hội vào đầu triều đại của ông. Tân công tước tuyên thệ trung thành với hiến pháp nhà nước, sau đó tham dự một buổi lễ long trọng tại Nhà thờ Đức Bà. Không có vương miện hay báu vật nào khác tồn tại cho những người cai trị một Đại công quốc có chủ quyền cuối cùng của châu Âu.
Nhà lãnh đạo mới của Malaysia được lên ngôi trong một buổi lễ đặc biệt sau cuộc bầu cử của ông, liên quan đến việc sử dụng một số vật phẩm của Hoàng gia, bao gồm Tengkolok Diraja, hoặc Mũ Hoàng gia. Theo truyền thuyết, vị vua đầu tiên đã từ chối đội vương miện sau khi chiếc tàu của ông bị mắc kẹt trong thời gian thiết lập triều đại mới của mình ở Perak. Do đó, trong khi các lễ đăng quang của Malaysia là những vấn đề khá phức tạp, chúng cũng không liên quan đến việc có vương miện trong buổi lễ hay không.
Vị Quốc vương mới tiến vào Hội trường Istana,theo sau là một đám rước lớn,bao gồm có Vương hậu, những người lính được chọn đặc biệt mang theo Bảo vật Hoàng gia và các nhân vật đáng chú ý khác bao gồm Grand Chamberlain, hoặc Datuk Paduka Maharaja Lela. Nhà vua và Vương hậu ngồi trên ngai vàng, và bảo vật được đưa ra phía trước. Sau đó, Datuk Paduka Maharaja Lela đưa ra một bản sao Kinh Qur'an, vị quốc vương mới tôn kính nhận, hôn và đặt trên một chiếc bàn đặc biệt nằm giữa ngai vàng của ông và vợ. Một lời tuyên bố chính thức về triều đại của vị vua mới được đọc, tiếp theo là việc tuyên thệ đăng quang đặc biệt. Thủ tướng đưa ra một bài phát biểu đặc biệt, theo sau là một địa chỉ của vị vua mới từ ngai vàng. Một lời cầu nguyện được nói, Kinh Qur'an được trả lại cho Chamberlain và buổi lễ được hoàn thành.

### Tây Ban Nha
Không có quốc vương nào của Tây Ban Nha được trao vương miện kể từ John I của Castile và Ferdinand I của Aragon. Thay vào đó, quốc vương mới sẽ xuất hiện tại Quốc hội, nơi ông ta hoặc bà ta tuyên thệ chính thức để duy trì Hiến pháp. Mặc dù vương miện có mặt rõ ràng tại buổi lễ, nhưng nó không bao giờ thực sự được đội bởi quốc vương. Năm ngày sau đó, Quốc vương Tây Ban Nha Juan Carlos I đã tham dự "Thánh lễ đăng quang" tại Nhà thờ San Jerónimo el Real ở Madrid. Đi cùng với vợ là Hoàng hậu Sofia, ông được hộ tống dưới tán lọng đến ngai vàng được đặt gần bàn thờ cao. Sau khi phục vụ, Nhà vua và hoàng hậu trở lại cung điện, nơi họ chào đón người dân từ ban công, xem lễ duyệt binh và tham dự một bữa tiệc trang trọng.
Trong lịch sử, lễ đăng quang của người Castilian được thực hiện tại Toledo, hoặc tại Nhà thờ St Jerome ở Madrid, với vị vua được Đức Tổng Giám mục xức dầu. Quốc vương đã đảm nhận thanh kiếm hoàng gia, quyền trượng, vương miện vàng và táo vàng, sau khi nhận được sự xức dầu. Lễ đăng quang của Aragon được thực hiện tại Zaragoza bởi Tổng Giám mục Tarragona.

### Thụy Điển
Ở Thụy Điển, không có quốc vương nào đăng quang kể từ Oscar II năm 1873. Vua Carl XVI Gustaf, đã lên ngôi trong một buổi lễ đơn giản tại Cung điện Hoàng gia ở Stockholm vào ngày 19 tháng 9 năm 1973. Các bảo vật được đặt trên tấm đệm ở bên phải và bên trái của ngai vàng Hoàng gia, nhưng không bao giờ được Nhà vua nắm giữ, người đã có một bài phát biểu tuyên bố về việc lên ngôi, trong đó bao gồm mục đích chính của bài phát biểu ấy.